# Eutychiusz
Eutychiusz, Eutyches – imię męskie pochodzenia greckiego. Wywodzi się od greckiego imienia Ευτύχιος (Eutychios), które powstało od gr. ευτυχής (eutychēs) „ten, któremu los sprzyja”. Imię to nosiło wielu świętych. Żeński odpowiednik tego imienia to Eutychia.
Eutychiusz, Eutyches imieniny obchodzą 14 marca, 26 marca, 23 maja, 2 lipca, 24 sierpnia, 19 września i 5 października.
Zobacz też: Eutyches.
Imiennicy
- Jewtichij Biełow – radziecki generał-lejtnant.